# Tasa de filtración glomerular

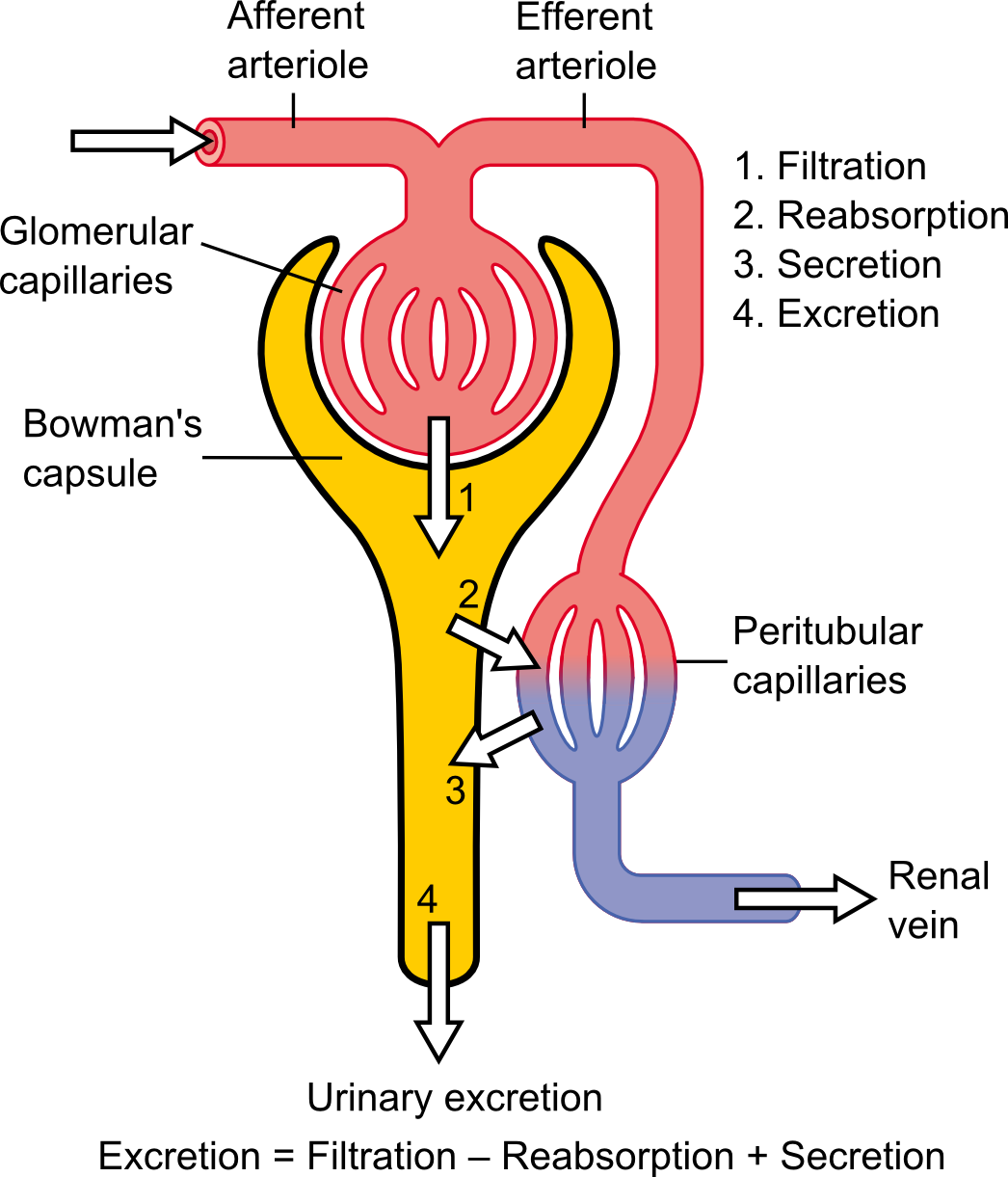
Diagrama mostrando los mecanismos fisiológicos básicos del riñón (nomenclatura en inglés).

La tasa o índice de filtración glomerular (TFG, IFG  o GFR por sus siglas en inglés: Glomerular Filtration Rate) es el volumen de fluido filtrado por unidad de tiempo desde los capilares glomerulares renales hacia el interior de la cápsula de Bowman. 
Normalmente se mide en mililitros por minuto (mL/min).
Una de las medidas de la función renal es la tasa de filtración glomerular (TFG). La tasa de filtración glomerular describe la tasa de flujo del fluido filtrado a través del riñón. La tasa de depuración de creatinina (CCr o CrCl) es el volumen de plasma sanguíneo que se elimina de creatinina por unidad de tiempo y es una medida útil para aproximar la TFG. El aclaramiento de creatinina excede la TFG debido a la secreción de creatinina, que puede bloquearse con cimetidina. Tanto el GFR como el CCr pueden calcularse con precisión mediante mediciones comparativas de sustancias en la sangre y la orina, o estimarse mediante fórmulas utilizando solo un resultado de análisis de sangre (eGFR y eCCr). Los resultados de estos exámenes se utilizan para evaluar la función excretora de los riñones. La estadificación de la enfermedad renal crónica se basa en las categorías de TFG, así como en la albuminuria y la causa de la enfermedad renal.

## Concepto
La tasa de filtración glomerular (TFG) es el volumen de líquido filtrado desde los capilares glomerulares renales (riñones) hacia la cápsula de Bowman por unidad de tiempo. Algo central para el mantenimiento fisiológico de la TFG es el tono basal diferencial de las arteriolas aferentes y eferentes. En otras palabras, la tasa de filtración depende de la diferencia entre la presión arterial más alta creada por la vasoconstricción de la entrada o la arteriola aferente versus la presión arterial más baja creada por la vasoconstricción menor de la salida o la arteriola eferente. La TFG es igual a la relación de depuración renal cuando cualquier soluto se filtra libremente y no es reabsorbido ni secretado por los riñones. Por lo tanto, la tasa medida es la cantidad de la sustancia en la orina que se originó a partir de un volumen calculable de sangre. Relacionando este principio con la siguiente ecuación: para la sustancia utilizada, el producto de la concentración de orina y el flujo de orina es igual a la masa de sustancia excretada durante el tiempo en que se ha recogido la orina. Esta masa es igual a la masa filtrada en el glomérulo, ya que no se agrega ni se elimina nada en la nefrona. Al dividir esta masa por la concentración plasmática, se obtiene el volumen de plasma del cual la masa debe haber venido originalmente, y por lo tanto, el volumen de fluido plasmático que ha ingresado a la cápsula de Bowman en el período de tiempo mencionado.
El FG generalmente se registra en unidades de volumen por tiempo, por ejemplo, mililitros por minuto (mL/min). Existen varias técnicas diferentes para calcular o estimar la tasa de filtración glomerular (TFG o TFGe). 

### Definición de Presión
Es teóricamente posible, calcular el IFG utilizando la ecuación de Starling:
{\displaystyle J_{v}=K_{f}([P_{c}-P_{i}]-\sigma [\pi _{c}-\pi _{i}])}
La ecuación se emplea en un sentido general para estimar el flujo capilar y puede ser utilizada específicamente para el glomérulo:
| Uso General | Uso Glomerular | Significado de la variable        | Relación con el IFG | Descripción                                                                                  |
| Pc          | Pgc            | Presión hidrostática capilar      | Directa             | Incrementada por dilatación de la arteriola aferente o constricción de la arteriola eferente |
| Pi          | Pbs            | Presión intersticial hidrostática | Inversa             |                                                                                              |
| πc          | πgc            | Presión oncótica capilar          | Inversa             | Disminuida por síndrome nefrótico                                                            |
| πi          | πbs            | Presión intersticial oncótica     | Directa             |                                                                                              |
| Kf          | Kf             | Coeficiente de filtrado           | Directa             | Incrementada por inflamación                                                                 |
| σ           | σ              | Coeficiente de reflexión          | Inversa             |                                                                                              |
| Jv          | GFR            | Filtración capilar                | n/a                 |                                                                                              |

Nótese que {\displaystyle ([P_{c}-P_{i}]-\sigma [\pi _{c}-\pi _{i}])} es la fuerza de conducción a través de la red capilar, por lo tanto la filtración a nivel de la red capilar es proporcional a la fuerza de conducción sobre esa red. 
- Si es positiva, el flujo tenderá a dejar el glomérulo (filtración).
- Si es negativo, el flujo tenderá a entrar al glomérulo (reabsorción).

En la práctica, no es posible identificar los valores necesarios para esta ecuación, pero aun así es todavía útil para entender los factores que afectan al IFG y proveer de un soporte teórico a los cálculos que se utilizan en la práctica clínica.

## Medida empleando inulina
La TFG se puede determinar inyectando inulina o la sinistrina análoga a la inulina en el torrente sanguíneo. Dado que tanto la inulina como la sinistrina no son reabsorbidas ni secretadas por el riñón después de la filtración glomerular, su tasa de excreción es directamente proporcional a la tasa de filtración de agua y solutos a través del filtro glomerular. La recolección incompleta de orina es una fuente importante de error en la medición del aclaramiento de inulina. El uso de inulina para medir la función renal es el "estándar de oro" para comparar con otros medios de estimar la tasa de filtración glomerular.
Aunque en la mayoría de los casos la inulina resulta inocua, posee un pequeño riesgo de desencadenar una reacción alérgica. Además siempre existe el riesgo contaminación durante la manipulación, lo que sumado al hecho de aplicarse en general sobre pacientes con un cierto grado de compromiso renal, añade riesgos que no son compensados por la exactitud de la técnica.

## Medida empleando marcadores radioactivos
La TFG se puede medir con precisión utilizando sustancias radiactivas, en particular cromo-51 y tecnecio-99m. Estos se acercan a las propiedades ideales de la inulina (que se somete solo a filtración glomerular), pero se pueden medir de manera más práctica con solo unas pocas muestras de orina o sangre. La medición del aclaramiento renal o plasmático de 51Cr-EDTA se usa ampliamente en Europa, pero no está disponible en los Estados Unidos, donde se puede usar 99mTc-DTPA en su lugar. 
Se ha demostrado que el aclaramiento renal y plasmático 51Cr-EDTA es preciso en comparación con el estándar de oro, la inulina. El uso de 51Cr-EDTA se considera una medida estándar de referencia en la guía del Reino Unido.

## Aclaramiento y Fracción de Filtración

### Fracción de filtración
La fracción de filtración es la cantidad de plasma que realmente se filtra a través del riñón. Esto se puede definir usando la ecuación:
FF=GFRRPF
FF es la fracción de filtración
donde:
GFR es la tasa de filtración glomerular;
RPF es el flujo plasmático renal.
La FF humana normal es del 20 %.

### Aclaramiento renal
Cx=(Ux)VPx
Cx es el aclaramiento de X (normalmente en unidades de mL/min).
donde:
Ux es la concentración de orina en X;
Px es la concentración plasmática de X;
V es el flujo de orina.

## Aproximaciones de GFR basadas en creatinina
A pesar de que el método de medición empleando inulina es considerado el "patrón de oro" para medir el TFG, en clínica práctica, es mucho más común utilizar el ritmo de evacuación de creatinina para estimar el IFG. 
Se han ideado varias fórmulas para estimar los valores de GFR o Ccr sobre la base de los niveles de creatinina sérica. Cuando no se indique lo contrario, se supone que la creatinina sérica se expresa en mg/dL, no en µmol/L; divídala por 88,4 para convertir de µmol/L a mg/dL. 
La creatinina es una molécula endógena que aparece en el cuerpo como producto de la degradación de la creatina (un compuesto de alta energía) en los músculos, y posee una tasa de excreción notablemente constante a lo largo del día para cada paciente.
La ventaja de esta técnica es que al ser la creatinina un producto endógeno, no requiere introducir en el organismo del paciente una sustancia extraña. 
La creatinina es libremente filtrada a nivel glomerular, aunque a diferencia de la inulina, también es secretada en pequeñas cantidades por los túbulos renales. Estas características hacen que, aunque no exacta, la medida empleando el índice de evacuación de creatinina sea una buena aproximación de la TFG. Esta estimación puede ser mejorada visualizando y evaluando la frecuencia y duración de cada micción.  
Ejemplo: Una persona tiene una concentración en plasma de creatinina de 0,01 mg/mL y en una hora excreta 75 mg de creatinina en la orina. El IFG se calcula como M/P (donde M es la masa de creatinina excretada por unidad de tiempo y P es la concentración en plasma de creatinina).
{\displaystyle {\mbox{TFG }}={\frac {\frac {75{\mbox{ mg}}}{60{\mbox{ mins}}}}{0,01{\mbox{ mg}}/{\mbox{mL}}}}=125{\mbox{ mL}}/{\mbox{min}}}

### Estimación usando la fórmula Cockcroft-Gault
La fórmula Cockcroft-Gault puede emplearse para estimar el aclaramiento de creatinina, que a su vez estima la TFG:

{\displaystyle {\mbox{Aclaramiento creatinina}}={\frac {{\mbox{(140 - Edad)}}\times {\mbox{Peso (en kilogramos)}}}{{\mbox{72}}\times {\mbox{Creatinina en plasma (en mg/dl)}}}}\times {\mbox{(0,85 si es mujer)}}}

### Fórmula MDRD
La fórmula MDRD estima la TFG usando los niveles de creatinina en plasma y la edad.
En esta fórmula se utilizan multiplicadores para ajustar la mejor estimación de acuerdo a la raza y el género.
{\displaystyle {\mbox{TFG Estimada}}={\mbox{186}}\ \times \ {\mbox{Creatinina en Plasma}}^{-1,154}\ \times \ {\mbox{Edad}}^{-0,203}\ \times \ {\mbox{1,21 si es de raza negra}}\ \times \ {\mbox{0,742 si es mujer}}}

### FG estimado (eGFR) usando la fórmula cuadrática de Mayo
Otra herramienta de estimación para calcular el FG es la fórmula cuadrática de Mayo. Esta fórmula fue desarrollada por Rule et al. en un intento por estimar mejor la TFG en pacientes con función renal preservada. Es bien sabido que la fórmula MDRD tiende a subestimar la TFG en pacientes con función renal preservada. Los estudios realizados en 2008 encontraron que la ecuación cuadrática de Mayo Clinic se comparó moderadamente bien con el radionúclido GFR, pero tuvo un sesgo y precisión inferiores que la ecuación MDRD en un entorno clínico.
La ecuación es:
{\displaystyle {\text{eGFR}}={\text{exp}}{(1.911+5.249/[{\text{Serum Creatinine}}]-2.114/[{\text{Serum Creatinine}}]^{2}-0.00686\ \times \ {\text{Age}}-{\text{[0.205 si es  Femenino]}})}}
Si la creatinina sérica <0,8 mg/dL, se usó 0,8 mg/dL para la creatinina sérica.

### TFG estimado para niños que usan la fórmula de Schwartz[11]
En los niños, se usa la fórmula de Schwartz. Esto emplea la creatinina sérica (mg/dL), la altura del niño (cm) y una constante para estimar la tasa de filtración glomerular:
{\displaystyle {\text{eGFR}}={\frac {{k}\times {\text{Altura}}}{\text{Suero de Creatinina}}}}
Donde k es una constante que depende de la masa muscular, que varía según la edad del niño:
En el primer año de vida, para bebés prematuros k = 0,33 y para bebés a término k = 0,45.
Para bebés y niños de 1 a 12 años, k = 0,55.
El método de selección de la constante k ha sido cuestionado como dependiente del estándar de oro de la función renal utilizada (es decir, aclaramiento de inulina, aclaramiento de creatinina, etc.) y también puede depender del caudal urinario en el momento de la medición.
En 2009, la fórmula se actualizó para usar creatinina sérica estandarizada (se recomienda k = 0,413) y se obtuvieron fórmulas adicionales que permiten una precisión mejorada si se mide la cistatina C sérica además de la creatinina sérica.

### Importancia de la calibración del nivel de creatinina sérica y el esfuerzo de estandarización de IDMS
Un problema con cualquier ecuación basada en creatinina para la TFG es que los métodos utilizados para analizar la creatinina en la sangre difieren ampliamente en su susceptibilidad a los cromógenos no específicos, lo que hace que se sobreestime el valor de la creatinina. En particular, la ecuación MDRD se derivó utilizando mediciones de creatinina en suero que tenían este problema.
El programa NKDEP en los Estados Unidos ha intentado resolver este problema intentando que todos los laboratorios calibren sus medidas de creatinina a un "estándar de oro", que en este caso es la espectrometría de masas con dilución isotópica (IDMS). A finales de 2009, no todos los laboratorios en los EE. UU. Habían cambiado al nuevo sistema. Hay dos formas de la ecuación MDRD que están disponibles, dependiendo de si la creatinina se midió o no mediante un ensayo calibrado con IDMS. La ecuación CKD-EPI está diseñada para usarse solo con valores de creatinina en suero calibrados con IDMS.

### Cistatina C
Los problemas con la creatinina (masa muscular variable, ingestión reciente de carne (mucho menos dependiente de la dieta que la urea, etc.) han llevado a la evaluación de agentes alternativos para la estimación de la TFG. Una de ellas es la cistatina C, una proteína ubicua secretada por la mayoría de las células del cuerpo (es un inhibidor de la cisteína proteasa).
La cistatina C se filtra libremente en el glomérulo. Después de la filtración, las células epiteliales tubulares reabsorben y catabolizan la cistatina C, y solo pequeñas cantidades se excretan en la orina. Por lo tanto, los niveles de cistatina C no se miden en la orina, sino en el torrente sanguíneo.
Se han desarrollado ecuaciones que relacionan la TFG estimada con los niveles de cistatina C en suero. Más recientemente, algunas ecuaciones propuestas han combinado la cistatina C y la creatinina ajustadas (sexo, edad y raza). La más precisa es la cistatina C ajustada (sexo, edad y raza), seguida de la creatinina ajustada (sexo, edad y raza) y luego la cistatina C sola en forma ligeramente diferente con la creatinina ajustada.

## Rangos normales
Los rangos normales de TFG en adultos sanos jóvenes, ajustados a la superficie del cuerpo, son:
- 120 a 130 mL/min/1,73 m² y declina con la edad, a alrededor de 75 mL/min/1,73 m² a los 70 años de edad.

- Enfermedad crónica del riñón se define al tener menos de 60 mL/min/1,73 m² durante 3 o más meses.

## Disminución de la función renal
La TFG puede aumentar debido a hiperproteinemia y por una constricción de la arteriola eferente.
Una disminución de la función renal puede ser causada por muchos tipos de enfermedad renal. Tras la presentación de la función renal disminuida, se recomienda realizar una historia clínica y un examen físico, así como realizar una ecografía renal y un análisis de orina. Los elementos más relevantes en la historia son medicamentos, edema, nocturia, hematuria macroscópica, antecedentes familiares de enfermedad renal, diabetes y poliuria. Los elementos más importantes en un examen físico son signos de vasculitis, lupus eritematoso, diabetes, endocarditis e hipertensión. 
Un análisis de orina es útil incluso cuando no muestra ninguna patología, ya que este hallazgo sugiere una etiología extrarrenal. La proteinuria y/o el sedimento urinario generalmente indican la presencia de enfermedad glomerular. La hematuria puede ser causada por una enfermedad glomerular o por una enfermedad a lo largo del tracto urinario. 
Las evaluaciones más relevantes en una ecografía renal son los tamaños renales, la ecogenicidad y cualquier signo de hidronefrosis. El agrandamiento renal generalmente indica nefropatía diabética, esclerosis glomerular segmentaria focal o mieloma. La atrofia renal sugiere una enfermedad renal crónica de larga data.

## Etapas de la enfermedad renal crónica.
Artículo principal: enfermedad renal crónica
Los factores de riesgo para la enfermedad renal incluyen diabetes, presión arterial alta, antecedentes familiares, edad avanzada, grupo étnico y tabaquismo. Para la mayoría de los pacientes, una TFG de más de 60 mL/ min/1,73 m² es adecuada. Pero la disminución significativa de la TFG de un resultado de prueba anterior puede ser un indicador temprano de enfermedad renal que requiere intervención médica. Cuanto antes se diagnostique y se trate la disfunción renal, mayores serán las probabilidades de preservar las nefronas restantes y de prevenir la necesidad de diálisis.
La gravedad de la enfermedad renal crónica (ERC) se describe en seis etapas; los tres más graves están definidos por el valor de MDRD-eGFR, y los primeros tres también dependen de si hay otra evidencia de enfermedad renal (por ejemplo, proteinuria):
0) Función renal normal: TFG superior a 90 mL/min/1,73 m² y sin proteinuria
1) ERC1: TFG superior a 90 mL/min/1,73 m² con evidencia de daño renal
2) ERC2 (leve): TFG de 60 a 89 mL/min /1,73 m² con evidencia de daño renal
3) CKD3 (moderado): TFG de 30 a 59 mL/min/1,73 m²
4) ERC4 (grave): TFG de 15 a 29 mL/min/1,73 m²
5) Insuficiencia renal CKD5: TFG menor de 15 mL/min/1,73 m² 
Algunas personas agregan CKD5D para aquellos pacientes en etapa 5 que requieren diálisis. Muchos pacientes con ERC5 aún no están en diálisis.
| Etapa de ERC | Nivel de GFR (mL/min/1,73 m²) |
| ------------ | ----------------------------- |
| Etapa 1      | ≥ 90                          |
| Etapa 2      | 60–89                         |
| Etapa 3      | 30–59                         |
| Etapa 4      | 15–29                         |
| Etapa 5      | < 15                          |

Nota: otros agregan una "T" a los pacientes que han recibido un trasplante independientemente de la etapa.
No todos los médicos están de acuerdo con la clasificación anterior, lo que sugiere que puede etiquetar erróneamente a los pacientes con una función renal levemente reducida, especialmente a los ancianos, como enfermos. En 2009 se celebró una conferencia sobre estas controversias por la enfermedad renal: Mejora de los resultados globales (KDIGO) sobre la ERC: definición, clasificación y pronóstico, reuniendo datos sobre el pronóstico de la ERC para refinar la definición y estadificación de la ERC.